# Flagelloscypha pseudopanacis
Flagelloscypha pseudopanacis är en svampart som beskrevs av Agerer 1975. Flagelloscypha pseudopanacis ingår i släktet Flagelloscypha och familjen Niaceae.   Inga underarter finns listade i Catalogue of Life.